# Vörös kéz napja
A vörös kéz napja (angolul Red Hand Day  vagy International Day against the Use of Child Soldiers), az ENSZ által szervezett ünnepnap, amelyet minden év február 12-én tartanak. Ezen a napon a politikai vezetőket felhívják arra, hogy mellőzzék vagy hagyják abba a gyermekeknek a háborúkban illetve fegyveres konfliktusokban való részvételét. A 2010-es években a gyermekek ilyen célú felhasználása ismételten előfordult, például a Kongói Demokratikus Köztársaságban, Ruandában, Szudánban, Elefántcsontparton, Mianmarban, a Fülöp-szigeteken, Kolumbiában, a Palesztin Államban, Ugandában és Ukrajnában.

## Története
A minden év február 12-én megtartandó vörös kéz napját 2000 májusában kezdeményezték először, az ENSZ közgyűlése ekkor hozott róla határozatot. 2002 óta tartják meg.
A háborúkban illetve fegyveres konfliktusokban felhasznált gyermekek száma a 2000-es évek második felében 250.000 körül mozgott. Ezek mintegy egyharmada leány volt.

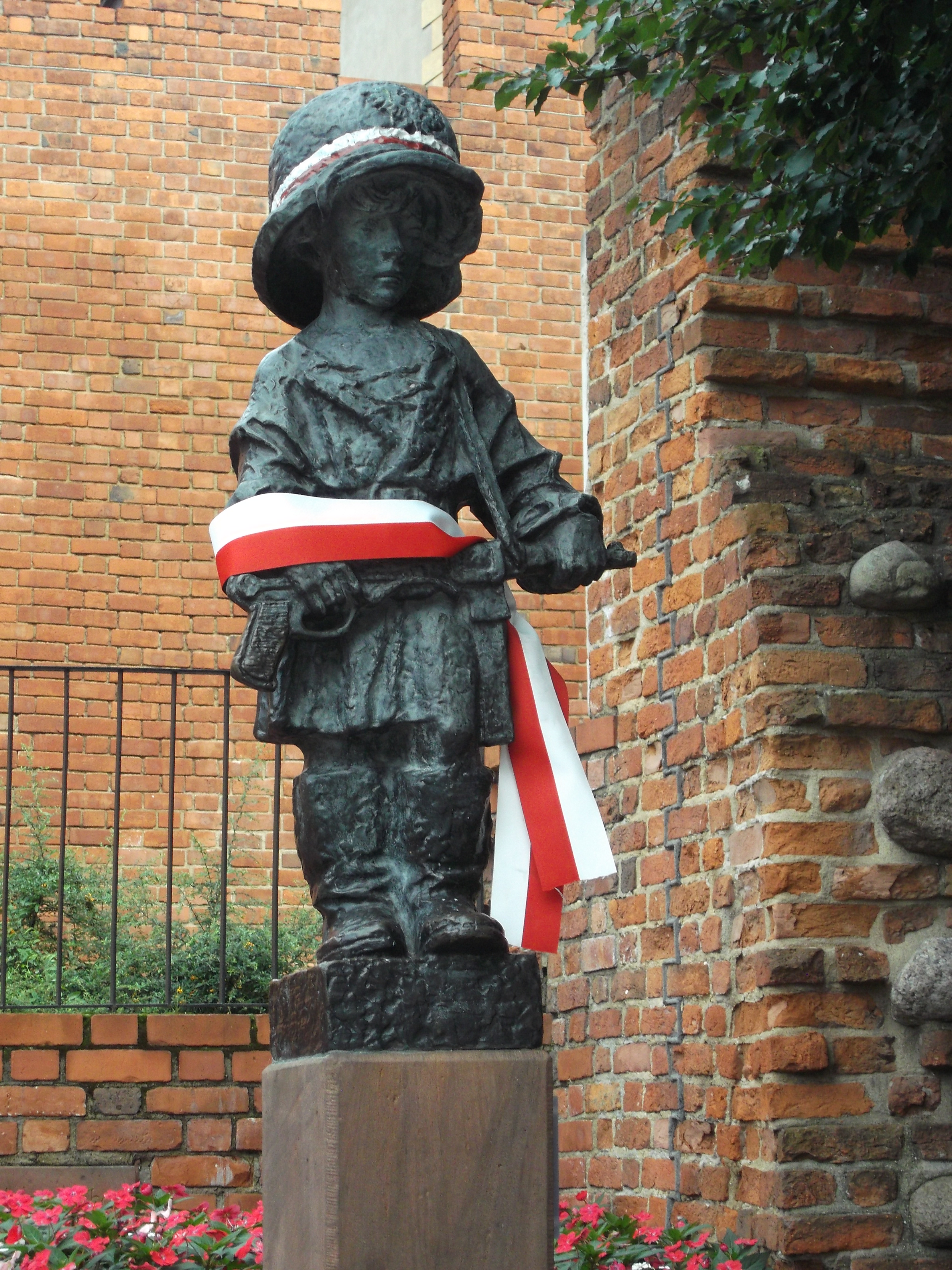
A kis felkelő szobra Varsóban

2008-tól Sierra Leone, a Kongói Demokratikus Köztársaság, Libéria és Elefántcsontpart egyaránt "feketelistán" szerepelnek. Ezekben az országokban az érintett gyermekeknek a felhasználása változatlan marad a demobilizáció és a lefegyverezés után is. A béke idején a társadalomba való békés célú reintegrációjuk költséges és sok munkát kíván az egész társadalomtól.

## Fordítás
- Ez a szócikk részben vagy egészben  a   Red Hand Day című angol Wikipédia-szócikk fordításán alapul.  Az eredeti cikk szerkesztőit annak laptörténete sorolja fel. Ez a jelzés csupán a megfogalmazás eredetét és a szerzői jogokat jelzi, nem szolgál a cikkben szereplő információk forrásmegjelöléseként.

## Külső hivatkozások
- Child Soldiers Facts – InfosMama
- Red Hand Day – official website
- Red Hand Day – Facebook
- Red Hand Day 2009 – press release photos
- Red Hand Day Archiválva 2009. július 20-i dátummal a Wayback Machine-ben on Do Something
- Coalition to Stop the Use of Child Soldiers